# موزه خانگی عزیر حاجی‌بیگف
موزه خانگی اُوزِئیر حاجی‌بَیُف (ترکی آذربایجانی: Üzeyir Hacıbəylinin ev-muzeyi) خانه شخصی اُوزِئیر حاجی‌بَیُف، آهنگ‌ساز پرآوزه آذربایجانی، است که در نزدیکی ایستگاه متروی «نظامی» در شهر باکو، پایتخت جمهوری آذربایجان قرار دارد. این موزه تابع وزارت فرهنگ جمهوری آذربایجان است.

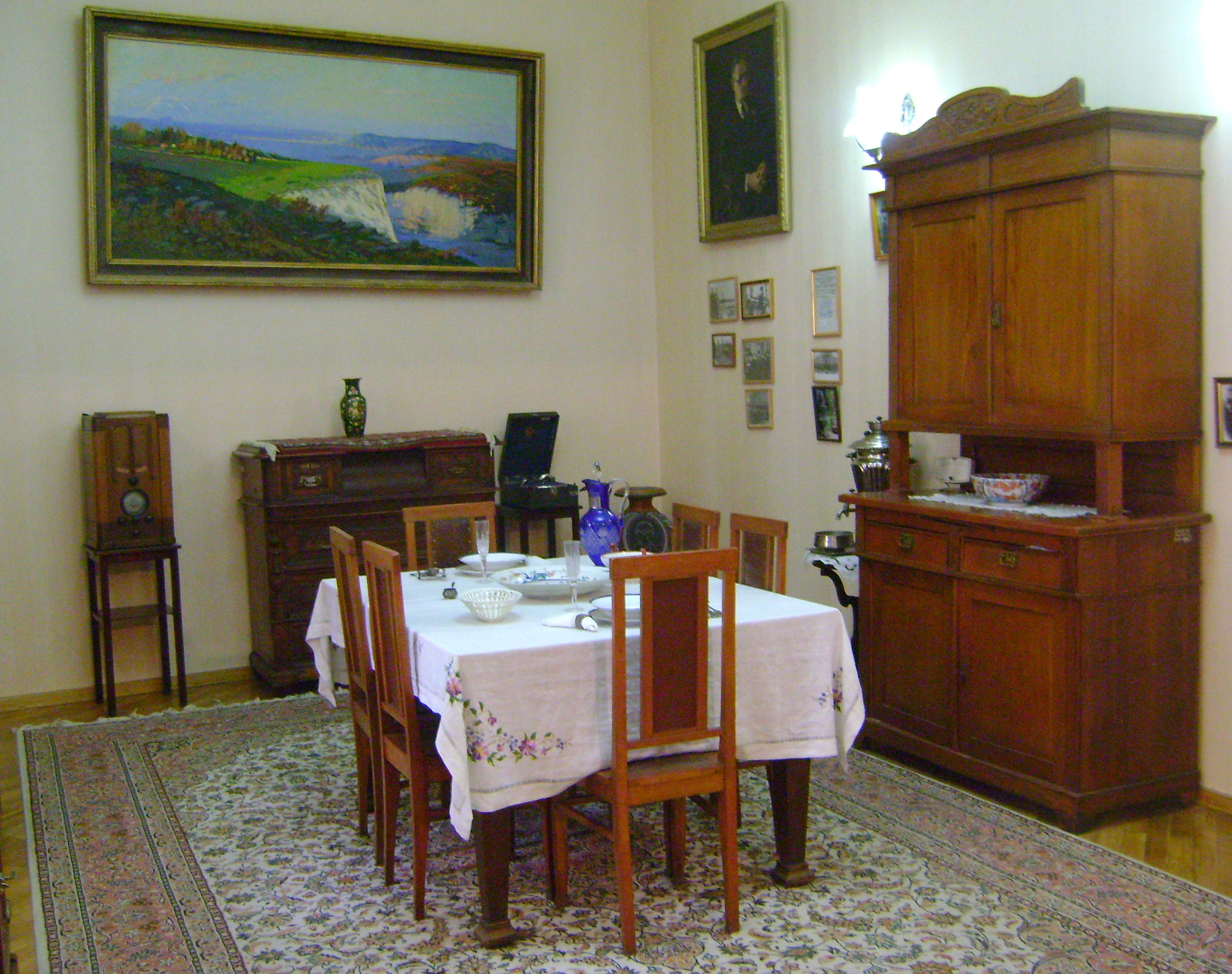
گوشه ای از موزه خانگی عزیر حاجی بیگف

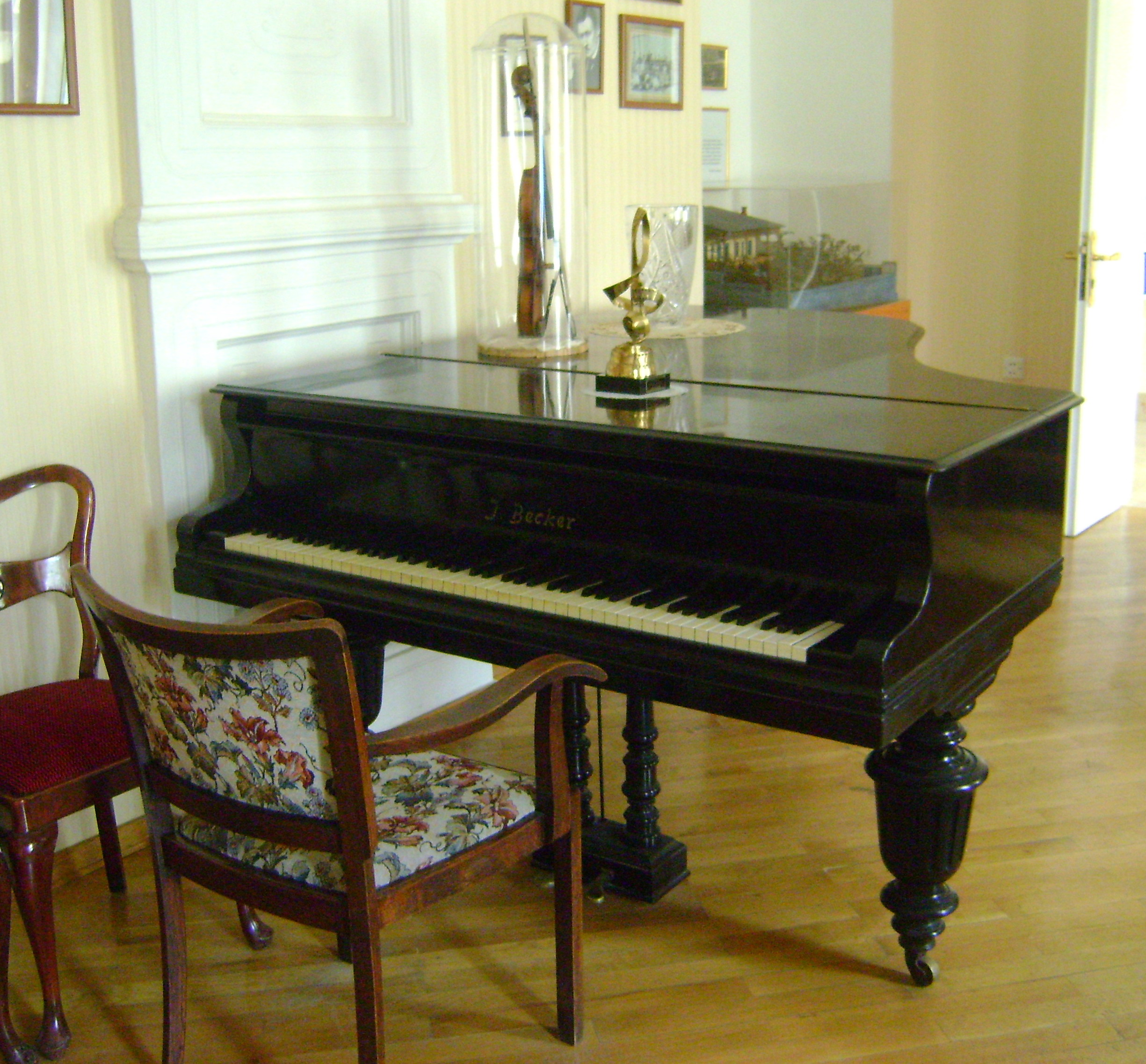
پیانوی عزیر حاجی بیگف در موزه خانگی

## تاریخچه
موزه خانگی اُوزِئیر حاجی‌بَیُف در سال ۱۹۷۵ و به ابتکار حیدر علی‌اف، دبیر اول وقت کمیته مرکزی حزب کمونیست آذربایجان شوروی، ایجاد شد. اُوزِئیر حاجی‌بَیُف بین سال‌های ۱۹۱۵ تا ۱۹۴۲ در این خانه زندگی کرده بود. موزه ۴ اتاق، یک سالن شیشه ای، یک تالار سینما، یک نمایشگاه و یک بخش اداری را داراست. «کاظم کاظم‌زاده»، هنرمند مردمی آذربایجان، و «ادوارد کریوکی» مشارکت‌های بسزایی در طراحی و راه اندازی این موزه از خود نشان داده‌اند. الهام علی‌اف، رئیس‌جمهوری آذربایجان، در فوریه سال ۲۰۰۵ دستور داد به مناسبت ۱۲۰- اُمین سالروز بزرگداشت اُوزِئیر حاجی‌بَیُف بازسازی‌های همه‌جانبه در موزه خانگی وی صورت گیرد.

## نمایشگاه
اشیای نمایشی در نمایشگاه موزه خانگی اُوزِئیر حاجی‌بَیُف زندگی و فعالیت، همچنین وسایل شخصی وی را به نمایش می‌گذارد. همه چیز در این خانه به شکلی نگهداری می‌شود که در زمان خود آهنگ ساز بود. یک میز غذاخوری با ظروف نقره ای، سماور، کاسه‌های مسی، گرامافون، گیرنده رادیو، هدیه‌های دریافتی از رفقایش و دیگر وسایل شخصی وی جزوی از اشیای نمایشی موزه هستند. علاوه بر میز شخصی اُوزِئیر حاجی‌بَیُف، تمامی وسایلش نیز روی همان میز پابرجا هستند، که شامل ساعت مچی، عینک‌ها، و حتی یک آهنگ سمفونیک نیمه‌تمامش به اسم «آذربایجان» می‌باشد.